# Socha Panny Marie Immaculaty v Bražné

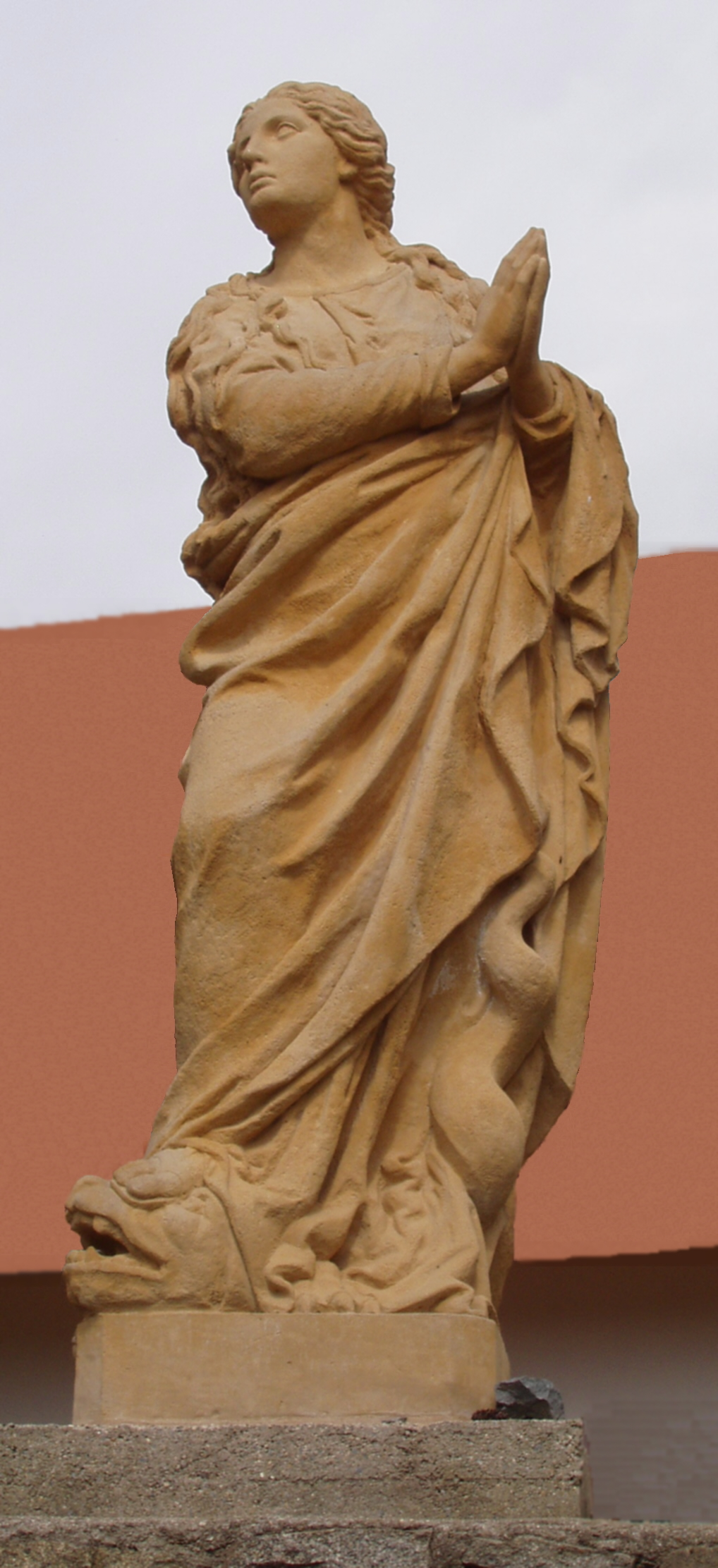
Socha Panny Marie v Bražné (kopie sochy J. Bendla)

Socha Panny Marie Immaculaty na návsi v Bražné v okrese Příbram, je kopie sochy z vrcholu strženého mariánského sloupu na Staroměstském náměstí v Praze. Je odlitkem z umělého kamene, který vznikl v roce 2007 podle sádrové rekonstrukce původní sochy, vytvořené na základě dochovaných fragmentů a fotografií. 
V roce 2007 byla na návsi v Bražné, na podstavci v ohradní zdi domu Ing. Karla Klouda, instalována socha Panny Marie. Je to přesná kopie a rekonstrukce poničené sochy raně barokního sochaře Jana Jiřího Bendla (1620–1680) z roku 1650. Socha je v nadživotní velikosti, vysoká 217 cm.
Původní socha Panny Marie Immaculaty (Neposkvrněné) byla zhotovena v roce 1650 pro první mariánský sloup v Čechách, na Staroměstském náměstí v Praze, který měl být poděkováním pražských měšťanů za konec třicetileté války a záchranu Prahy od Švédů. Sloup i socha byly strženy a rozbity fanatickým davem týden po vzniku Československé republiky, 3. listopadu 1918. Od roku 1990 však Společnost pro obnovu mariánského sloupu postupně vytvořila kopii architektury i samotného dříku sloupu a v roce 1998 byla dokončena první sádrová rekonstrukce sochy Panny Marie na základě zachovaných fragmentů a domodelovány chybějící části (pod vedením restaurátora Jana Bradny na ní pracovali sochaři Miroslav Krátký a Karel Kronych). Odlitkem této rekonstrukce je i socha v Bražné, zhotovená z umělého pískovce. Je to natolik věrná kopie původní barokní sochy Bendlovy, nakolik je to vůbec možné.
Bražná tak získala díky přípravným pracím Společnosti a díky Ing. Kloudovi cenné barokní umělecké dílo, které doplňuje na návsi její malou kapličku a lidový kamenný kříž. Srovnatelně kvalitní barokní socha se nachází nejblíže snad až v Osečanech (sv. Jan Nepomucký klečící v oblacích s rozestřenýma rukama, socha postavená někdy v letech 1720–1725 Janem Jiřím Bechyněm z Lažan).
V případě sochy Panny Marie jde o umírněné, ale vznešené rané baroko, založené na vzorech římské antiky, kterou Bendl poznal v Římě a Itálii (1638–1640). Zvláště tvář Panny Marie je odvozena od antického portrétu (nejbližší je jí portrét císařovny Livie z Ermitáže v Petrohradu). Mimořádně propracované jsou dlouhé vlasy Panny Marie: nahoře uprostřed jsou rozděleny, na skráních zvlněné, vzadu spletené do uzlu. Avšak na zádech a ramenou jsou rozpuštěny do bohatých pramínků, takže socha je i zezadu mimořádně působivá. Kopie v Bražné je upravena do podoby nažloutlého pískovce, ale je nutno si představit, že originál sochy byl ještě opatřen pozlacenou svatozáří s dvanácti hvězdami (každá měla průměr 13 cm) a celá socha byla původně natřena na červeno, aby připomínala červený mramor, a později byla celá pozlacena. Tyto úpravy byly snad vhodné pro sochu, umístěnou téměř v patnáctimetrové výšce na sloupu, ale pro sochu, umístěnou na návsi, byla zvolena prostá, nepřibarvovaná krása pískovce. Kromě toho na originálu sochy na sloupu byl ještě drak doplněn na obě strany trčícími křídly z měděného plechu.
Krása sochy je umocněna kontrapostem, v němž postava Panny Marie stojí na drakovi (symbolizujícím poraženého ďábla), a bohatou drapérií, která šroubovitě obtáčí postavu ve směru k sepjatým rukám Marie. Dokonce i šroubovitý ocas draka důmyslně dotváří tuto prostorovou kompozici. Ruce jsou spjaty v prosebném gestu na levém boku postavy, ale socha se tváří obrací nahoru doprava, což vytváří pohybové napětí a dynamiku, aniž by bylo třeba přikročit k oněm přehnaně rozevlátým postojům, typickým pro pozdější české baroko.